# Caffrolix redunca
Caffrolix redunca är en insektsart som beskrevs av Davies 1988. Caffrolix redunca ingår i släktet Caffrolix och familjen dvärgstritar. Inga underarter finns listade i Catalogue of Life.